# Condado de Lander
El condado de Lander (en inglés: Lander County) fundado en 1861 es un condado en el estado estadounidense de Nevada. En el 2000 el condado tenía una población de 5,794 habitantes. La sede del condado es Battle Mountain.

## Geografía
Según la Oficina del Censo, el condado tiene un área total de 14 294 km² (5518,9 mi²), de la cual 14 227 km² (5493,1 mi²) es tierra y 67 km² (25,9 mi²) (0.47%) es agua.

## Demografía
Según el censo en 2000, hubo 2,093 personas, 1,523 hogares, y 969 familias residiendo en el condado. La densidad poblacional era de 0 km² (0 mi²). En el 2000 había 2,780 unidades unifamiliares en una densidad de 0 km² (0 mi²). La demografía del condado era de 84.41% blancos, 0.21% afroamericanos, 3.99% amerindios, 0.35% asiáticos, 0.03% isleños del Pacífico, 8.66% de otras razas y 2.35% de dos o más razas. 18.52% de la población era de origen hispano o latino de cualquier raza.
La renta per cápita promedia del condado era de $46,067, y el ingreso promedio para una familia era de $51,538. En 2000 los hombres tenían un ingreso per cápita de $45,375 versus $22,197 para las mujeres. El ingreso per cápita para el condado era de $16,998 y el 12.50% de la población estaba bajo el umbral de pobreza nacional.

## Comunidades no incorporadas
- Austin
- Battle Mountain
- Galena
- Kingston
- North Battle Mountain
- Pittsburg
- Rixie